# Lac Boisvert
Lac Boisvert är en sjö i Kanada.   Den ligger i regionen Saguenay–Lac-Saint-Jean och provinsen Québec, i den östra delen av landet, 500 km nordost om huvudstaden Ottawa. Lac Boisvert ligger 216 meter över havet. Arean är 0,91 kvadratkilometer. Den sträcker sig 3,1 kilometer i nord-sydlig riktning, och 1,6 kilometer i öst-västlig riktning.
I omgivningarna runt Lac Boisvert växer i huvudsak blandskog. Trakten runt Lac Boisvert är nära nog obefolkad, med mindre än två invånare per kvadratkilometer.